# بينفيل (كارولاينا الشمالية)
بينفيل (بالإنجليزية: Pineville, North Carolina)‏ هي منطقة سكنية تقع في الولايات المتحدة في مقاطعة مكلينبرغ، كارولاينا الشمالية. يقدر عدد سكانها بـ 7,479 نسمة ومساحتها 9.2 كم2 وترتفع عن سطح البحر 179 متر.

## التركيبة السكانية
حدّد مكتب تعداد الولايات المتحدة بيانات التركيبة السكانية لبينفيل في تعداد الولايات المتحدة. في ما يلي، التركيبة السكانية حسب تعدادي 2000 و2010.

### تعداد عام 2000
بلغ عدد سكان بينفيل 3,449 نسمة بحسب تعداد عام 2000، وبلغ عدد الأسر 1,632 أسرة وعدد العائلات 745 عائلة مقيمة في البلدة. في حين سجلت الكثافة السكانية 199.5 نسمة لكل كيلومتر مربع (516.7/ميل2). وبلغ عدد الوحدات السكنية 1,760 وحدة بمتوسط كثافة قدره 101.8 لكل كيلومتر مربع (263.7/ميل2).
وتوزع التركيب العرقي للبلدة بنسبة 80.05% من البيض و10% من الأمريكيين الأفارقة و0.20% من الأمريكيين الأصليين و3.31% من الأمريكيين ذوي الأصول الآسيوية و0.06% من سكان جزر المحيط الهادئ و4% من الأعراق الأخرى و2.38% من عرقين مختلطين أو أكثر و11.16% من الهسبانيون أو اللاتينيون من أي عرق.
بلغ عدد الأسر 1,632 أسرة كانت نسبة 22.5% منها لديها أطفال تحت سن الثامنة عشر تعيش معهم، وبلغت نسبة الأزواج القاطنين مع بعضهم البعض 31.1% من أصل المجموع الكلي للأسر، ونسبة 10% من الأسر كان لديها معيلات من الإناث دون وجود شريك،  بينما كانت نسبة 4.6% من الأسر لديها معيلون من الذكور دون وجود شريكة وكانت نسبة 54.4% من غير العائلات. تألفت نسبة 42.3% من أصل جميع الأسر من عدة أفراد يعيشون في نفس المنزل ونسبة 7.4% كانت تتألف من شخص يعيش بمفرده يبلغ من العمر 65 عاماً أو أكثر. وبلغ متوسط حجم الأسرة المعيشية 2.04، أما متوسط حجم العائلات فبلغ 2.80.
بلغ العمر الوسطي للسكان 31.7 عاماً. وكانت نسبة 17.5% من القاطنين تحت سن الثامنة عشر، وكانت نسبة 13% بين الثامنة عشر والرابعة والعشرين عاماً، ونسبة 42.2% كانت واقعةً في الفئة العمرية ما بين الخامسة والعشرين والرابعة والأربعين عاماً، ونسبة 15.9% كانت ما بين الخامسة والأربعين والرابعة والستين، ونسبة 7.8% كانت ضمن فئة الخامسة والستين عاماً فما فوق. يوجد لكل 100 أنثى 103.1 ذكر، ويوجد لكل 100 أنثى في الثامنة عشر من عمرها فما فوق 103.1 ذكر.
بلغ متوسط دخل الأسرة في البلدة 38,261 دولارًا، أما متوسط دخل العائلة فبلغ 45,500 دولارًا. وكان متوسط دخل الذكور 30,833 دولارًا مقابل 29,508 دولارًا للإناث. وسجل دخل الفرد الخاص بالبلدة 21,958 دولارًا. وكانت نسبة 3.6% من العائلات ونسبة 6.6% من السكان تحت خط الفقر، وكان من هؤلاء نسبة 14.2% تحت سن الثامنة عشر ونسبة 7.2% في الخامسة والستين من العمر وما فوق.

### تعداد عام 2010
بلغ عدد سكان بينفيل 7,479 نسمة بحسب تعداد عام 2010، وبلغ عدد الأسر 3,688 أسرة وعدد العائلات 1,599 عائلة مقيمة في البلدة. في حين سجلت الكثافة السكانية 432.6 نسمة لكل كيلومتر مربع (1,120.4/ميل2). وبلغ عدد الوحدات السكنية 4,051 وحدة بمتوسط كثافة قدره 234.3 لكل كيلومتر مربع (606.8/ميل2).
وتوزع التركيب العرقي للبلدة بنسبة 62.05% من البيض و22.25% من الأمريكيين الأفارقة و0.52% من الأمريكيين الأصليين و3.45% من الأمريكيين ذوي الأصول الآسيوية و0.12% من سكان جزر المحيط الهادئ و8.88% من الأعراق الأخرى و2.73% من عرقين مختلطين أو أكثر و20.15% من الهسبانيون أو اللاتينيون من أي عرق.
بلغ عدد الأسر 3,688 أسرة كانت نسبة 24% منها لديها أطفال تحت سن الثامنة عشر تعيش معهم، وبلغت نسبة الأزواج القاطنين مع بعضهم البعض 23.7% من أصل المجموع الكلي للأسر، ونسبة 14.9% من الأسر كان لديها معيلات من الإناث دون وجود شريك،  بينما كانت نسبة 4.8% من الأسر لديها معيلون من الذكور دون وجود شريكة وكانت نسبة 56.6% من غير العائلات. تألفت نسبة 48.6% من أصل جميع الأسر من عدة أفراد يعيشون في نفس المنزل ونسبة 17.1% كانت تتألف من شخص يعيش بمفرده يبلغ من العمر 65 عاماً أو أكثر. وبلغ متوسط حجم الأسرة المعيشية 1.97، أما متوسط حجم العائلات فبلغ 2.86.
بلغ العمر الوسطي للسكان 35.0 عاماً. وكانت نسبة 20% من القاطنين تحت سن الثامنة عشر، وكانت نسبة 9.7% بين الثامنة عشر والرابعة والعشرين عاماً، ونسبة 34.2% كانت واقعةً في الفئة العمرية ما بين الخامسة والعشرين والرابعة والأربعين عاماً، ونسبة 19.5% كانت ما بين الخامسة والأربعين والرابعة والستين، ونسبة 16.6% كانت ضمن فئة الخامسة والستين عاماً فما فوق. وتوزع التركيب الجنسي للسكان بنسبة 44.8% ذكور و55.2% إناث.

## أعلام
- والتر ديفيس
- جيمس بوك
- تشارلز تي روبرتسون جونيور